# McLaren MP4-20
Chronologie des modèles (2005)
McLaren MP4-19B McLaren MP4-21
La McLaren MP4-20 est la monoplace de Formule 1 de l'écurie McLaren Racing engagée en Championnat du monde de Formule 1 2005. Elle est pilotée par le Finlandais Kimi Räikkönen, le Colombien Juan Pablo Montoya, l'Espagnol Pedro de la Rosa et l'Autrichien Alexander Wurz. Le pilote d'essais est l'Anglais Gary Paffett. La MP4-20 est présentée à Montmelo près de Barcelone le 24 janvier 2005.

## Historique

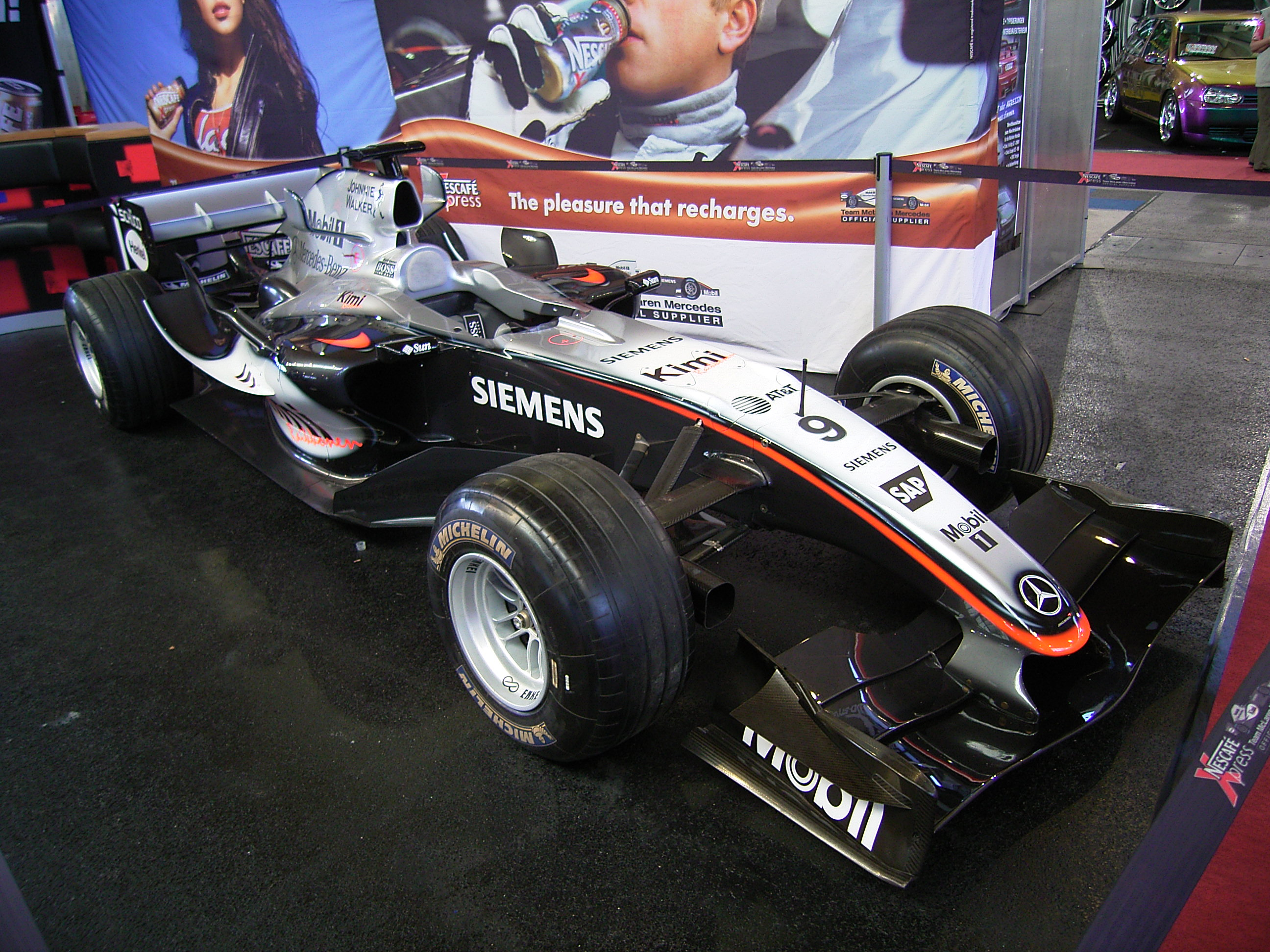
La MP4-20 de Kimi Räikkönen en exposition.

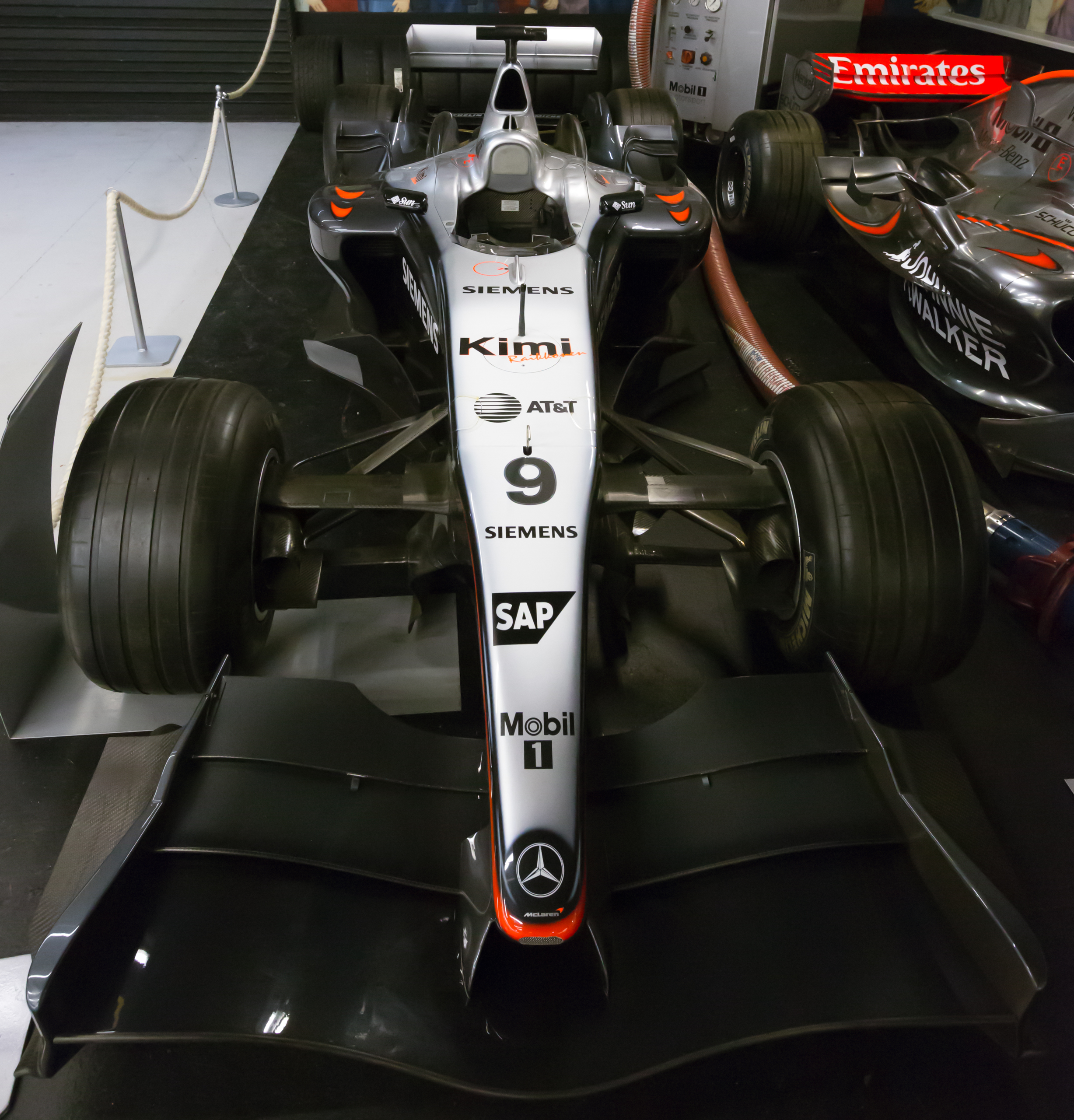
L'avant de la McLaren MP4-20.

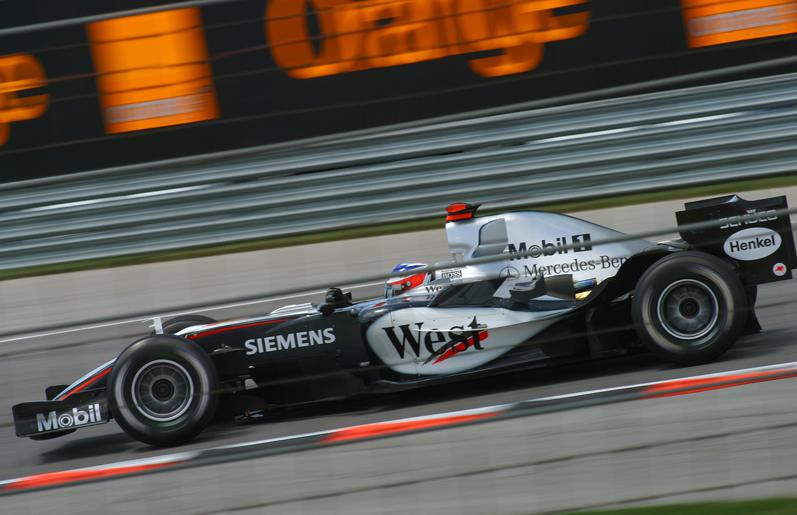
Kimi Räikkönen lors des qualifications du Grand Prix des États-Unis au volant de la McLaren MP4-20.

Comme tous les autres monoplaces 2005, la MP4/20 gagne un poids considérable pour respecter la nouvelle réglementation aérodynamique 2005 imposé par la FIA. La MP4-20 bénéficie également des pneumatiques Michelin avec six autres écuries (Williams, BAR, Red Bull Racing, Sauber, Renault, Toyota). Après une saison 2004 difficile, l'écurie germano-britannique aborde ce nouvel exercice avec sérénité, renforcée par l'arrivée du pilote colombien Juan Pablo Montoya ainsi que la stabilité du staff technique.
Les premières courses de la saison révèlent une grave carence de la MP4-20 : bien que capable de signer de bons temps, elle peine à faire chauffer ses pneus ce qui, avec la nouvelle norme de qualifications en un seul tour chronométré, pénalise les flèches d'argent. Les problèmes s'accumulent en début de saison puisque Juan Pablo Montoya se blesse avant le troisième Grand Prix de la saison ce qui contraint l'équipe à le remplacer successivement par Pedro de la Rosa à Bahreïn et Alexander Wurz à Imola.
Wurz grimpe sur la troisième marche du podium à Saint-Marin après la disqualification de la BAR 007 de Jenson Button et Pedro de la Rosa cinquième, s'octroie le meilleur tour en course. Imola marque le véritable début de la saison 2005 de McLaren puisque, qualifié en pole, Räikkönen s'envole en tête de la course avant que la fiabilité de sa monture ne l'oblige à abandonner. Pendant ce temps, Renault signe quatre victoires en quatre courses et se détache en tête des deux championnats avec Fernando Alonso, sur lequel Räikkönen accuse 29 unités de retard.
En Espagne, le Finlandais de McLaren signe la pole et la victoire, en prenant un tour à son coéquipier colombien. Il récidive à Monaco. Lors du Grand Prix d'Europe, après s'être élancé de la deuxième place de la grille, Räikkönen sort de la piste dans le dernier tour après un bris de suspension consécutif à un plat qu'il avait fait sur son pneu. Le bénéficiaire de cette erreur est Fernando Alonso qui continue d'engranger des points précieux au championnat. Le Finlandais se venge au Canada, sur le seul abandon de la saison de l'Espagnol dû à une erreur de sa part.
La fin de saison ressemble à un récital McLaren-Mercedes puisque sur les dix dernières courses, Räikkönen en remporte quatre et Juan Pablo Montoya trois. La fiabilité de la Renault R25 et les performances d'Alonso permettent à l'écurie française et Alonso de s'imposer dans les deux championnats.
L'année 2005 qui marque le renouveau de McLaren-Mercedes, est toutefois décevante : Kimi Räikkönen passe à 21 points du sacre et McLaren termine à 9 points de Renault. L'écurie britannique avait pourtant pris les commandes du championnat des constructeurs à l'issue d'un doublé Montoya-Räikkönen au Brésil, antépénultième épreuve du championnat.
Lors du Grand Prix automobile d'Italie 2005, Kimi Räikkönen, à la fin de la ligne droite des stands, réalise le record absolu de vitesse en course par une monoplace de Formule 1 (370,1 km/h) ; ce record était précédemment détenu par Antônio Pizzonia qui a atteint officiellement 369,6 km/h avec une Williams FW26 à Monza, en 2004,,.

## La MP4-20B
La McLaren-Mercedes MP4-20B est une voiture laboratoire destinée aux essais du moteur Mercedes-Benz V8 FO 108S qui devait être intégré au châssis MP4-21 mais qui fut abandonné à cause du trop grand nombre de casses mécaniques enregistré.

## Résultats en championnat du monde de Formule 1
| Saison | Écurie                | Moteur                    | Pneus    | Pilotes            | Courses | Courses | Courses | Courses | Courses | Courses | Courses | Courses | Courses | Courses | Courses | Courses | Courses | Courses | Courses | Courses | Courses | Courses | Courses | Points inscrits | Classement |
| Saison | Écurie                | Moteur                    | Pneus    | Pilotes            | 1       | 2       | 3       | 4       | 5       | 6       | 7       | 8       | 9       | 10      | 11      | 12      | 13      | 14      | 15      | 16      | 17      | 18      | 19      | Points inscrits | Classement |
| ------ | --------------------- | ------------------------- | -------- | ------------------ | ------- | ------- | ------- | ------- | ------- | ------- | ------- | ------- | ------- | ------- | ------- | ------- | ------- | ------- | ------- | ------- | ------- | ------- | ------- | --------------- | ---------- |
| 2005   | Team McLaren Mercedes | Mercedes-Benz V10 FO 110R | Michelin |                    | AUS     | MAL     | BAH     | SMR     | ESP     | MON     | EUR     | CAN     | USA     | FRA     | GBR     | ALL     | HON     | TUR     | ITA     | BEL     | BRÉ     | JAP     | CHI     | 182             | 2e         |
| 2005   | Team McLaren Mercedes | Mercedes-Benz V10 FO 110R | Michelin | Kimi Räikkönen     | 8e      | 9e      | 3e      | Abd     | 1er     | 1er     | 11e     | 1er     | Np      | 2e      | 3e      | Abd     | 1er     | 1er     | 4e      | 1er     | 2e      | 1er     | 2e      | 182             | 2e         |
| 2005   | Team McLaren Mercedes | Mercedes-Benz V10 FO 110R | Michelin | Juan Pablo Montoya | 6e      | 4e      |         |         | 7e      | 5e      | 7e      | Dsq     | Np      | Abd     | 1er     | 2e      | Abd     | 3e      | 1er     | 14e     | 1er     | Abd     | Abd     | 182             | 2e         |
| 2005   | Team McLaren Mercedes | Mercedes-Benz V10 FO 110R | Michelin | Pedro de la Rosa   |         |         | 5e      |         |         |         |         |         |         |         |         |         |         |         |         |         |         |         |         | 182             | 2e         |
| 2005   | Team McLaren Mercedes | Mercedes-Benz V10 FO 110R | Michelin | Alexander Wurz     |         |         |         | 3e      |         |         |         |         |         |         |         |         |         |         |         |         |         |         |         | 182             | 2e         |

Légende : ici 